# 硫酸ネオジム(III)
硫酸ネオジム(III)（りゅうさんネオジム さん、英語: Neodymium(III) sulfate）は、化学式が Nd2(SO4)3 で表される希土類金属ネオジムの塩である。八水和物、五水和物、二水和物の複数の水和物を形成するが、八水和物が最も一般的である。他の化合物とは異なり、温度が上昇するにつれて溶解度が低下する逆行性の溶解度を持つ。 この化合物は、非常に強力なレーザーのガラスに使われている。

## 製造
硫酸ネオジムは、酸化ネオジム(III)を硫酸に溶かして製造される：
Nd
2O
3 + 3 H
2SO
4  →  Nd
2(SO
4)
3 + 3 H
2O
また、過塩素酸ネオジム(III)と硫酸ナトリウムの反応によっても調製できる。

## 性質
硫酸ネオジム八水和物は40℃で五水和物に分解し、さらに145℃で二水和物に分解する。二水和物は290℃で脱水して無水物になる。

## 参照
1. ↑  “Neodymium Sulfate | 13477-91-3”. 2025年7月14日閲覧。
2. ↑  Donald R. Fitzwater; R. E. Rundle (1952) (英語). Structure of Neodymium Sulfate Octahydrate. University of Minnesota: Ames Laboratory, Iowa State College
3. ↑  Art. A. Migdisov; V. V. Reukov; A. E. Williams-Jones (2005). “A spectrophotometric study of neodymium(III) complexation in sulfate solutions at elevated temperatures” (英語). Geochimica et Cosmochimica Acta 70 (4):  983–992. doi:10.1016/j.gca.2005.11.001.
4. ↑  Wendlandt, W W (1958). “The thermal decomposition of yttrium and the rare earth metal sulphate hydrates” (英語). J. Inorg. & Nuclear Chem. 7 (1–2):  51–54. doi:10.1016/0022-1902(58)80026-3.